# 三平 (地本問屋)
三平（さんぺい、生没年不詳）とは江戸時代の江戸にあった地本問屋、団扇問屋である。

## 来歴
三平と号して幕末期に江戸の日本橋四日市において地本問屋また団扇問屋を営業している。歌川広重、歌川国芳の団扇絵版錦絵を出版している。

## 作品
- 歌川広重 「月下に秋野の兎」 団扇絵
- 歌川広重 「永代はし佃しま」 団扇絵
- 歌川広重 「金沢瀬戸ヨリ飛石野島ヲ見ル図」 団扇絵
- 歌川広重 「東都洲崎汐干」 団扇絵
- 歌川広重 「箱根湯治場」 団扇絵
- 歌川広重 「翁稲荷」 団扇絵
- 歌川広重 「菊」 団扇絵
- 歌川広重 「枝垂桜に小禽」 団扇絵 ボストン美術館所蔵
- 歌川広重 「佃の盆踊り」 団扇絵 チェスター・ビーティ東洋美術図書館所蔵
- 歌川国芳 「江戸名所 上野」 団扇絵